# Wał giętki
Wał giętki – sprężysty wał mający cechę podatności na zginanie. Zbudowany jest z kilku warstw (zwykle od 3 do 7) śrubowo nawiniętych na siebie drutów, na przemian w przeciwnych kierunkach. Wał taki umieszczony jest w elastycznym pancerzu. Wały giętkie przeznaczone są do przenoszenia niewielkich mocy i mogą osiągnąć wysokie prędkości obrotowe – do 40 000 obrotów na minutę. Znajdują szerokie zastosowanie, szczególnie w narzędziach o specjalnym przeznaczeniu.